# Calamus ornatus
Calamus ornatus är en enhjärtbladig växtart som beskrevs av Carl Ludwig von Blume. Calamus ornatus ingår i släktet Calamus och familjen Arecaceae.

## Underarter
Arten delas in i följande underarter:
- C. o. ornatus
- C. o. pulverulentus